# Сана (Грчка)
Сана (грч. Σανά) је насељено место у општини Полигирос у периферији Средишња Македонија, Грчка. Према попису из 2021. године било је 230 становника.
Сана је 1913. године имала 326 житеља, претежно Грка и мањег броја Турака. Године 1924. турско становништво је принудно исељено у Турску а на њихово место је насељено 13 грчких избегличких породица, укупно 42 особе. На попису из 1928. године Сана је имала 345 становника.